# 斯瓦科普蒙德

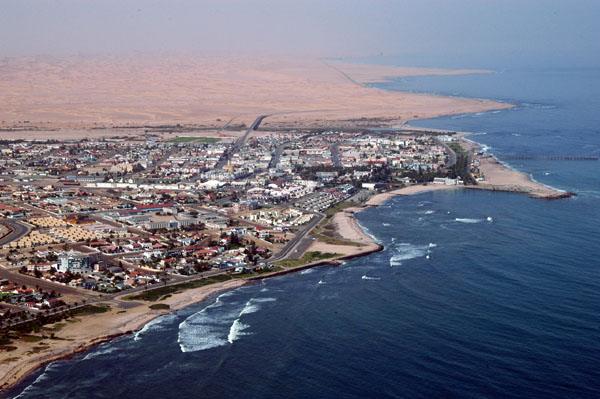
Swakopmund

斯瓦科普蒙德（Swakopmund），是纳米比亚西部大西洋沿岸的一座港市，位于温得和克以西280公里，鲸湾港以北33公里处，是埃龙戈区首府，人口28,552人（2007年）。
斯瓦科普蒙德由德国人建立于1892年，是纳米比亚主要港口之一。